# Разданская ГЭС
Разданская ГЭС (Атарбекянская ГЭС) — гидроэлектростанция на реке Раздан, вблизи города Раздан, Армения. Входит в состав Севано-Разданского каскада, являясь его второй ступенью (расположена между Севанской и Гюмушской ГЭС).
Разданская ГЭС является одной из последних по времени строительства станций каскада (первый гидроагрегат пущен в 1959 году). Мощность ГЭС — 81,6 МВт, проектная среднегодовая выработка — 375 млн.кВт·ч, фактическая в последние годы — 40 млн.кВт·ч. Конструктивно представляет собой типичную деривационную ГЭС с безнапорной деривацией, плотин, водохранилищ и бассейнов суточного регулирования не имеет, работает по водотоку. Состав сооружений ГЭС:
- безнапорная деривация;
- напорный бассейн;
- напорные турбинные водоводы;
- холостой водосброс (быстроток);
- здание ГЭС;
- ОРУ 330/220/110 кВ.

Безнапорная деривация забирает воду из отводящего тоннеля Севанской ГЭС. Общая длина деривации — 15,1 км, в том числе три канала общей длиной 7785 м и два тоннеля общей длиной 6370 м. Из деривации, вода подается в напорный бассейн, имеющий ледосброс и сифонный водосброс, автоматически сбрасывающий воду в холостой водосброс (быстроток) треугольного сечения при превышении максимально допустимого уровня. Из напорного бассейна через два отверстия вода подается в два напорных металлических турбинных водовода, состоящих из наземного участка длиной 100 м, двух вертикальных шахт глубиной 82 м и концевого участка в виде горизонтального тоннеля со стальной оболочкой. Турбинные водоводы сопрягаются с наземным зданием ГЭС, в котором установлены два радиально-осевых гидроагрегата мощностью по 40,8 МВт, работающих при расчётном напоре 138 м. Турбины производства фирмы Voith, генераторы — Siemens Schukkert (обе австрийские). Выдача электроэнергии производится через ОРУ 330/220/110 кВ, являющегося узловой подстанцией энергетической системы Армении (в настоящее время ОРУ-330 кВ не функционирует).
Собственник станции - ЗАО «Международная энергетическая корпорация», 90 % акций которого принадлежит группе «Ташир».. Оборудование ГЭС устарело, требуется его замена и реконструкция.